# Karl Rieth
Karl Rieth (* 14. Februar 1880 in Sankt Martin (Pfalz); † 17. Oktober 1948 in Augsburg) war ein deutscher Verwaltungsjurist und Bezirksoberamtmann.

## Leben
Karl Rieth studierte nach dem Abitur am Gymnasium in Landau an der Isar Rechtswissenschaften an den Universitäten in Genf, Kiel, Berlin und Würzburg. In Würzburg war er einer der Mitgründer der katholischen Studentenverbindung KDStV Thuringia Würzburg  im CV.  Nach der ersten Staatsprüfung im Jahr 1904 folgte der dreijährige Vorbereitungsdienst. 1905 promovierte er in Würzburg mit der Dissertation Das Verbrechen der Vergiftung zum Dr. jur. Im Herbst 1907 legte er das Große juristische Staatsexamen (Not4e II 22/40) ab. Im Jahr darauf kam er als Akzessistzur Regierung von Oberbayern. Vom 1. März 1912 bis 1921 war er – unterbrochen durch den Kriegsdienst beim 23. Infanterie-Regiment – in Donauwörth als Assessor eingesetzt. Dort war er auch Mitglied des Stadtrates. 
Nach dem Krieg kam er zur Regierung in Speyer, wo er am 1. März 1921 zum Regierungsrat ernannt wurde. Am 1. Juli 1924 wurde er als Bezirksamtsvorstand mit der Leitung des Bezirksamtes Germersheim betraut. Zum 1. Dezember selben Jahres wechselte er in gleicher Funktion zum Bezirksamt Speyer, wo er bis zum 31. Juli 1929 die Leitung der Verwaltung innehatte. Er kehrte zur Regierung in Speyer zurück und wurde zum 1. August 1929 Oberregierungsrat. Zum 1. Dezember 1933 wechselte er zur Regierung von Schwaben in Augsburg, wo er zum 1. Oktober 1942 zum Regierungsdirektor ernannt wurde.
Rieth beantragte am 13. Juli 1937 die Aufnahme in die NSDAP und wurde rückwirkend zum 1. Mai desselben Jahres aufgenommen (Mitgliedsnummer 5.042.824).